# Ernie Lively
Ernie Lively, född Ernest Wilson Brown Jr. (omgift Lively) den 29 januari 1947 i Baltimore, Maryland, död 3 juni 2021 i Los Angeles, Kalifornien, var en amerikansk skådespelare. Han debuterade 1975 och spelade efter det i filmer som Egen lag (1986), Turner & Hooch (1989), American Pie 2 (2001) och Systrar i jeans (2005), TV-serier som Mord och inga visor och Vita huset och datorspelet Return to Zork.

## Uppväxt
Lively föddes som Ernest Wilson Brown Jr. i Baltimore, Maryland. 1979 gifte han sig med Elaine Lively och de har två barn, skådespelarna Eric och Blake. Elaine har tre barn sedan tidigare.